# Služovice
Služovice település Csehországban, a Opavai járásban. Služovice Hněvošice, Oldřišov, Štěpánkovice, Chlebičov és Kobeřice településekkel határos. Lakosainak száma 840 fő (2024. január 1.).

## Népesség
A település lakosságának változását az alábbi diagram mutatja:
| Lakosok száma | 543  | 536  | 556  | 465  | 734  | 814  | 815  | 795  | 815  | 840  |
|               | 1869 | 1890 | 1921 | 1950 | 1980 | 2001 | 2017 | 2019 | 2022 | 2024 |